# 星護
星 護（ほし まもる、1958年4月23日 - ）は、日本のテレビドラマ演出家・映画監督。共同テレビジョン部長待遇ゼネラルディレクター。新潟県出身。

## 人物
新潟市立上所小学校、新潟大学教育学部附属新潟中学校、新潟県立新潟高等学校を経て早稲田大学卒業。
映像に強いこだわりを見せる監督で、熱烈なファンが数多く存在する。代表作に『世にも奇妙な物語』、『僕の生きる道』、『名探偵金田一耕助』シリーズ、映画『笑の大学』、映画『僕と妻の1778の物語』など。2012年に6年ぶりに『高校入試』にて連続ドラマの演出を担当。これまで手掛けた連続テレビドラマではすべてパイロット演出を務めている数少ない監督の一人であったが、2015年放送の『癒し屋キリコの約束』では初のセカンドディレクターを務めた（チーフディレクターは星田良子）。一方で『いいひと。』では第1話の脚本を担当したものの、原作者の要望を無視したキャラの改変を行い、クレジットが「原作」から「原案」に変わる、原作の連載が終了するなどの影響を与えた。
以前からチェスによる「人は見えない何者かに操られているのではないか」というテーマを非常によくこのみ、監督・脚本を担当した『世にも奇妙な物語 映画の特別編「チェス」』では脚本の製作段階でもチェス盤を毎晩見ていたと言うほどの惹かれ様だった。さらに、音楽にもこだわり、秒単位で絵に合わせながら生演奏で録音していった。劇中で印象的な「チェスの歌」の歌詞も監督自身の作。その歌詞は「サスシスエスチェス」で、意味はなく古代語のイメージで考えたと公開当時語っていた。
『古畑任三郎』をはじめとする三谷幸喜作品とも縁が深く、多くの作品でコンビを組んでいる。また、『世にも奇妙な物語』では中村樹基と多くコンビを組んでいて、星が書いたプロットを中村が脚本にするという作業も多く行っていた。
また、入念にロケハンを繰り返すほど、撮影場所には相当こだわることで有名。自身がチーフディレクター又は映画監督の音楽には佐橋俊彦や本間勇輔を多く起用する。ガーゴイル像が好みで、最初に使用した『放課後』から始まり以後『ヘルプ!』や『じゃじゃ馬ならし』、『世にも奇妙な物語 映画の特別編「チェス」』などでも多く使用されるなど、星護演出の定番となっている。
『世にも奇妙な物語』シリーズの創立者の一人であると同時に長年にわたりコンスタントに作品を輩出してきた。フジテレビの取締役編成統括担当である石原隆は星の演出を「ギミックが効いているけどロジカルな話が上手い」と評している。2023年時点で監督数34本と、その演出本数は落合に次いでいる。2007年以降は一部のストーリーテラー演出を除き関わりがなかったが2018年の秋の特別編の一本「幽霊社員」で11年ぶりに作品に携わることとなった。その後、2023年の秋の特別編「永遠のふたり」で5年ぶりの再登板、本作では21年ぶりに脚本も兼任（単独脚本では初）している。

## 監督作品

### 連続ドラマ
※★ - 第1話を担当。
- ボクたちのドラマシリーズ 「放課後」（1992年、フジテレビ）★ チーフディレクター
- じゃじゃ馬ならし（1993年、フジテレビ）★ チーフディレクター
- 幕末高校生（1993年、フジテレビ）★ チーフディレクター
- 警部補・古畑任三郎（1994年、フジテレビ）★ チーフディレクター
- ヘルプ!（1995年、フジテレビ）★ チーフディレクター
- 勝利の女神（1996年、関西テレビ）★ チーフディレクター
- 3番テーブルの客（1997年、フジテレビ）
- いいひと。（1997年、関西テレビ）★ チーフディレクター
- ソムリエ（1998年、関西テレビ）★ チーフディレクター
- 小市民ケーン（1999年、フジテレビ）★
- 恋愛詐欺師（1999年、テレビ朝日）★ チーフディレクター
- 僕の生きる道（2003年、関西テレビ）★ チーフディレクター
- 僕の歩く道（2006年、関西テレビ）★
- 高校入試（2012年、フジテレビ）★ チーフディレクター
- dinner（2013年、フジテレビ）★ チーフディレクター
- 山田くんと7人の魔女（2013年、フジテレビ）★ チーフディレクター
- 癒し屋キリコの約束（2015年、東海テレビ）
- ヘッドハンター（2018年、テレビ東京）★ チーフディレクター
- 行列の女神〜らーめん才遊記〜（2020年、テレビ東京）★ チーフディレクター

### 単発ドラマ
- 奇妙な出来事（フジテレビ）
  - 「電話のある風景」（1989年）
  - 「危険な賭」
  - 「笑いの天才」（1990年）
- 世にも奇妙な物語（フジテレビ）
  - 第1シリーズ「噂のマキオ」（1990年）
  - 第1シリーズ「超・能・力!」
  - 1990 秋の特別編「絶対イヤ!」
  - 1991 冬の特別編「復讐クラブ」
  - 第2シリーズ「プリズナー」
  - 1991 春の特別編「偶然やろ?」
  - 雨の特別編「猿の手」[注釈 1]
  - 雨の特別編「酒場で聞いた話」[注釈 1]
  - 雨の特別編「あけたままの窓」[注釈 1]
  - 第2シリーズ「女優」
  - 第2シリーズ「残像」
  - 第2シリーズ「大蒜（にんにく）」
  - 1991 秋の特別編「バーチャル・リアリティ」
  - 1991 冬の特別編「王将」
  - 1992　春の特別編　「シャドウ・ボクサー」
  - 第3シリーズ「38′25″」
  - 1992 冬の特別編「サブリミナル」
  - 1994 七夕の特別編「恐竜はどこへ行ったのか?」
  - 1995 冬の特別編「そのボタンを押すな」
  - 1995 秋の特別編「地獄のタクシー」
  - 1996 秋の特別編「壁の小説」
  - 1997 秋の特別編「望みの夢」（脚本兼任）
  - 1998 春の特別編「トラウマ」（脚本兼任）
  - 1999 春の特別編「パパラッチ」
  - 2001 SMAPの特別編「エキストラ」
  - 2001 春の特別編「太平洋は燃えているか?」
  - 2001 秋の特別編「仇討ちショー」
  - 2002 春の特別編「トカゲのしっぽ」（脚本兼任）
  - 2002 秋の特別編「連載小説」
  - 2003 秋の特別編「迷路」
  - 2005 秋の特別編「越境」
  - 2007 春の特別編「ヴァーチャルメモリー」
  - 2018 秋の特別編「幽霊社員」
  - 2023 秋の特別編「永遠のふたり」（脚本兼任）
- 大人は判ってくれない（1992年、フジテレビ）
  - 「Goodbye, DJ」
  - 「素晴らしき日曜日」
  - 「THE HITCH-HIKER -ヒッチハイカー-」
- 悪いこと（1992年、フジテレビ）
  - 「盗む女」
  - 「国境」
- If もしも（1993年、フジテレビ）★
  - 「結婚するなら金持ちの女かなじみの女か」
  - 「完全犯罪・双子の美人姉妹、生き残ったのは姉か妹か」
- 名探偵 明智小五郎（フジテレビ）
  - 「地獄の道化師」（1994年、フジテレビ）
  - 「吸血カマキリ（1995年、フジテレビ）
  - 「暗黒星」（1996年、フジテレビ）
  - 「吸血鬼」（1999年、フジテレビ）
- 稲垣吾郎の金田一耕助シリーズ（フジテレビ）
  - 「犬神家の一族」（2004年）
  - 「八つ墓村」（2004年）
  - 「女王蜂」（2006年）
  - 「悪魔が来りて笛を吹く」（2007年）
  - 「悪魔の手毬唄」（2009年）
- 日本の歴史「関ヶ原の戦い」（2005年、フジテレビ）
- マエストロ（2006年、WOWOW）
- 星新一ミステリーSP「霧の星で」
- このミステリーがすごい! ベストセラー作家からの挑戦状 「黒いパンテル」（2014年、TBS）（脚本兼任）
- テミスの剣（2017年、テレビ東京）

### バラエティー
- 玖保キリコの「よるのようちえん」オーディション残酷物語（1988年、フジテレビ）
- IQエンジン（1989年、フジテレビ）
- 特別番組「僕たちの懐かしのメロディー」（1990年、フジテレビ）※ディレクター
- 征服王（1992年 - 1993年、フジテレビ）
- MAESTRO（1993年 - 1994年、フジテレビ）
- 古代ローマ街道〜シルクロード〜アウトバーン "道"は何を運んだか!? ラ･ストラーダ（2005年、フジテレビ）※総合演出

### 映画
- 世にも奇妙な物語 映画の特別編 「チェス」（2000年）（脚本兼任/チェスの歌作詞）
- 笑の大学（2004年）
- 僕と妻の1778の物語（2011年）

### インターネットドラマ
- 熱湯3分（2002年、共同テレビ）
- エレベーター（2002年、共同テレビ）
- 野武士のグルメ（2017年、共同テレビ）

## 受賞歴
1994年
- 第1回ザテレビジョンドラマアカデミー賞 監督賞（河野圭太､松田秀知と共に）（『警部補・古畑任三郎』）[2]

1997年
- 第13回ザテレビジョンドラマアカデミー賞 監督賞（村上正典､加門幾生と共に）（『いいひと。』）[3]

2003年
- 第36回ザテレビジョンドラマアカデミー賞 監督賞（佐藤祐市、三宅喜重と共に）（『僕の生きる道』）